# Erou național
Erou național este un tip de erou real, imaginar sau mitologic. Eroul național are, prin definiție, un rol important în istoria sau etosul național sau popular. Desemnarea unui erou național depinde de consensul și circumstanțele concrete.
O listă parțială de eroi naționali poate fi următoarea:

#### Europa
- Moldova :
- Ștefan cel Mare,
- Dmitrie Cantemir,
- Alexandru cel Bun
- Alexandru Lăpușneanu
- România : 
  - Ștefan cel Mare,
  - Mihai Viteazul,
  - Tudor Vladimirescu,
  - Decebal,
  - Avram Iancu,
  - Alexandru Ioan Cuza
  - Vlad Țepeș
  - Burebista
  - Vasile Ursu Nicola
  - Ion Oargă Cloșca
  - Crișan
  - Ecaterina Teodoroiu

- Anglia :
  - Boudica,
  - Ned Ludd,
  - Regele Artur,
  - Horatio Nelson,
  - Arthur Wellesley-duce de Wellington, învingătorul lui Napoleon
  - Robin Hood,
  - Ernest Shackleton-explorator

- Scoția : 
  - William Wallace

- Irlanda : 
  - Brian Boru,
  - Michael Collins,
  - Bobby Sands- activist politic nord-irlandez, membru IRA, a condus proteste politice în închisoare prin greva foamei

- Franța : 
  - Vercingetorix[1],  Jeanne d'Arc,
  - Napoleon,
  - Louis Pasteur,
  - Charles de Gaulle

- Italia : 
  - Giuseppe Garibaldi,
  - Marco Polo,
  - Cristofor Columb

- Spania : 
  - El Cid
  - Don Pelayo
  - Regii catolici: Isabella I si Ferdinand al II-lea
  - Amaro Pargo

- Țările de Jos : 
  - Dorus Rijkers,
  - Wilhelm de Orania,
  - Willem Barents,
  - Hugo Grotius

- Belgia : 
  - Ambiorix,
  - Carol cel Mare,
  - Carol Quintul

- Elveția : 
  - Wilhelm Tell[2],
  - Arnold von Winkelried

- Danemarca : 
  - Holger Danske
  - Thyra Danebod

- Austria : 
  - Eugen de Savoia,
  - Andreas Hofer

- Finlanda : 
  - Carl Gustaf Emil Mannerheim

- Suedia : 
  - Gustav Adolf

- Norvegia : 
  - Harald I al Norvegiei,
  - Fridtjof Nansen-explorator

- Rusia : 
  - Ermak Timofeevici,
  - Alexandr Nevski,
  - Petru I al Rusiei,
  - Ivan Susanin,
  - Aleksandr Soljenițîn-scriitor, laureat al Premiului Nobel pentru literatură

- Estonia : 
  - Kalev

- Polonia : 
  - Józef Piłsudski,
  - Ioan al III-lea Sobieski,
  - Tadeusz Kościuszko

- Cehia : 
  - Jan Žižka,
  - Jan Hus,
  - Vaclav Havel

- Bulgaria : 
  - Vasil Levski

- Ungaria : 
  - Ștefan I al Ungariei-rege, a creștinat maghiarii
  - Francisc Rákóczi al II-lea,
  - Imre Nagy

- Croația : 
  - Josip Jelačić,
  - Eugen Kvaternik,
  - Petar Kružić

- Serbia : 
  - Marko Kralevici

- Grecia : 
  - Leonidas,
  - Alexandru Ipsilanti Eteristul,
  - Ioannis Kapodistrias

- Turcia : 
  - Alp Arslan, Soliman I,
  - Mustafa Kemal Atatürk,
  - Mahomed al II-lea

- Albania : 
  - Skanderbeg

- Ucraina : 
  - Stepan Bandera,
  - Ivan Mazepa

- Islanda : 
  - Leif Eriksson

#### Orientul Apropiat,AsiașiAustralia
- Israel :
  - Bar Kohba
  - Iosef Trumpeldor,
  - Theodor Herzl- părintele sionismului
  - Hannah Szenes,
  - Eli Cohen-spion, capturat și executat în Siria

- Iran : 
  - Cirus al II-lea cel Mare,
  - Mirza Kuchak Khan

- Irak : 
  - Saladin

- Palestina : 
  - Yasser Arafat

- Siria : 
  - Yusuf al-'Azma

- Australia : 
  - Ned Kelly

- Japonia : 
  - Tokugawa Ieyasu,
  - Împăratul Meiji
  - Tōgō Heihachirō

- China : 
  - Sun Iat-sen,
  - Zhang Xueliang,
  - Mao Zedong-lider comunist chinez

- Tibet : 
  - Dalai Lama

- Mongolia : 
  - Genghis Han,
  - Damdin Sükhbaatar

- India : 
  - Mahatma Gandhi

- Coreea de Sud,  Coreea de Nord : 
  - Yi Sun-sin

- Afganistan : 
  - Ahmad Șah Massoud

- Pakistan : 
  - Mohamed Ali Jinna

- Armenia : 
  - Andranik Toros Ozanian

- Uzbekistan : 
  - Timur Lenk

- Vietnam : 
  - Ho Și Min,
  - Võ Nguyên Giáp-general nord-vietnamez, a înfrânt armatele franceze coloniale la Dien Bien Phu **Lê Lợi

- Thailanda : 
  - Taksin

#### America de Nord,America CentralășiAmerica de Sud
- Statele Unite : 
  - Tecumseh
  - Johnny Appleseed
  - George Washington,
  - Abraham Lincoln,
  - Martin Luther King
  - John F. Kennedy

- Mexic : 
  - Pancho Villa,
  - Emiliano Zapata,
  - Cuauhtémoc

- Brazilia : 
  - Tiradentes

- Chile : 
  - Salvador Allende
  - Bernardo O'Higgins,
  - Arturo Prat

- Columbia,  Venezuela,  Peru : 
  - Simón Bolívar

- Argentina : 
  - José de San Martín

- Cuba : 
  - Che Guevara,
  - José Marti,
  - William Alexander Morgan

- Nicaragua : 
  - César Sandino

- El Salvador : 
  - Faribundo Marti

- Uruguay : 
  - José Gervasio Artigas

#### Africa
- Africa de Sud : 
  - Shaka Zulu
  - Paul Kruger,
  - Nelson Mandela

- Algeria : 
  - Lalla Fatma N'Soumer,
  - Ali la Pointe,
  - Abd el Kader,
  - Abd al-Mumin (Almohades)

- Libia : 
  - Omar al-Mukhtar

- Angola : 
  - Agostinho Neto

- Congo : 
  - Patrice Lumumba